# Contra (album)
Contra è il secondo album dell'indie rock band statunitense Vampire Weekend, uscito nel gennaio del 2010 sotto contratto dalla XL Recordings. Come l'album precedente, Contra è stato prodotto dal membro della band Rostam Batmanglij.
Negli Stati Uniti, l'album ha venduto oltre 124 000 copie nella prima settimana della sua uscita, raggiungendo la cima della classifica statunitense Billboard 200.
Il primo singolo, "Cousins", è stato pubblicato il 17 novembre 2009, seguito da un video musicale. L'album è stato posizionato al 6º posto nella classifica "30 Best Albums of 2010" dalla rivista britannica rock "Rolling Stone".

## Tracce
1. Horchata – 3:26
2. White Sky – 2:58
3. Holiday – 2:18
4. California English – 2:30
5. Taxi Cab – 3:55
6. Run – 3:52
7. Cousins – 2:25
8. Giving Up the Gun – 2:25
9. Diplomat's Son – 6:01
10. I Think Ur a Contra – 4:29

Tracce bonus nell'edizione iTunes
1. "Giant" 2:50
2. "California English: Part 2" 2:57